# Ajeé Wilson
Ajee Wilson (ur. 8 maja 1994 w Neptune City) – amerykańska lekkoatletka specjalizująca się w biegu na 800 metrów.
W 2010 zajęła piąte miejsce na mistrzostwach świata juniorów w Moncton, a rok później została mistrzynią globu juniorek młodszych. Złota medalistka mistrzostw świata juniorów z 2012. Rok później zajęła 6. miejsce na mistrzostwach świata w Moskwie. Srebrna medalistka halowych mistrzostw świata w Portland (2016). W 2017 zdobyła brąz na światowym czempionacie w Londynie. Halowa wicemistrzyni świata z Birmingham (2018). W 2019 ponownie stanęła na najniższym stopniu podium światowego czempionatu.
Złota medalistka mistrzostw USA.

## Osiągnięcia
| Rok  | Impreza                               | Miejsce        | Pozycja    | Wynik   |
| ---- | ------------------------------------- | -------------- | ---------- | ------- |
| 2010 | Mistrzostwa świata juniorów           | Moncton        | 5. miejsce | 2:04,18 |
| 2011 | Mistrzostwa świata juniorów młodszych | Lille          | 1. miejsce | 2:02,64 |
| 2012 | Mistrzostwa świata juniorów           | Barcelona      | 1. miejsce | 2:00,91 |
| 2013 | Mistrzostwa świata                    | Moskwa         | 6. miejsce | 1:58,21 |
| 2014 | Halowe mistrzostwa świata             | Sopot          | eliminacje | 2:02,90 |
| 2014 | Puchar interkontynentalny             | Marrakesz      | 2. miejsce | 2:00,07 |
| 2016 | Halowe mistrzostwa świata             | Portland       | 2. miejsce | 2:00,27 |
| 2016 | Igrzyska olimpijskie                  | Rio de Janeiro | półfinał   | 1:59,75 |
| 2017 | Mistrzostwa świata                    | Londyn         | 3. miejsce | 1:56,65 |
| 2018 | Halowe mistrzostwa świata             | Birmingham     | 2. miejsce | 1:58,99 |
| 2018 | Puchar interkontynentalny             | Ostrawa        | 2. miejsce | 1:57,16 |
| 2019 | Mistrzostwa świata                    | Doha           | 3. miejsce | 1:58,84 |
| 2021 | Igrzyska olimpijskie                  | Tokio          | półfinał   | 2:00,79 |
| 2022 | Halowe mistrzostwa świata             | Belgrad        | 1. miejsce | 1:59,09 |
| 2022 | Mistrzostwa świata                    | Eugene         | 8. miejsce | 2:00,19 |
| 2022 | Mistrzostwa NACAC                     | Freeport       | 1. miejsce | 1:58,47 |

## Rekordy życiowe
- Bieg na 600 metrów (stadion) – 1:22,39 (27 sierpnia 2017, Berlin)
- Bieg na 600 metrów (hala) – 1:23,84 (5 marca 2017, Albuquerque)
- Bieg na 800 metrów (stadion) – 1:55,61 (21 lipca 2017, Monako) do 2021 rekord Stanów Zjednoczonych
- Bieg na 800 metrów (hala) – 1:58,29 (8 lutego 2020, Nowy Jork) rekord Ameryki Północnej

3 lutego 2018 w Nowym Jorku amerykańska sztafeta z Wilson na ostatniej zmianie czasem 8:05,89 ustanowiła rekord świata w biegu rozstawnym 4 × 800 metrów.